# 趙祖康
趙 祖康（ちょう そこう、繁体字: 趙祖康; 簡体字: 赵祖康; 拼音: Zhào Zŭkāng; ウェード式: Chao Tzu-k'ang）は、中華民国の技術官僚・政治家。道路建設を専門とするテクノクラートであり、中華人民共和国でも民主党派の要人となった。字は初如。

## 事績

### 初期の活動
1914年（民国3年）、江蘇省立第三中学に入学し、同中学卒業後の1918年（民国7年）に南洋公学（後の国立交通大学）土木工程系へ進学している。同大学卒業後は中国各地で道路事業に従事し、1929年（民国18年）春に国民政府交通部で局長職を得た。翌1930年（民国19年）、国民政府鉄道部の推薦によりアメリカへ留学し、コーネル大学で研究に従事している。
1931年（民国20年）夏に趙祖康は帰国し、鉄道部工務処で引き続き道路工事事業に携わる。翌1932年（民国21年）に全国経済建設委員会が設立されると、その内部機関である公路処で副処長（後に処長代理）となった。1935年（民国24年）5月、交通部西北公路総局副局長に任ぜられ、後に西南公路総局局長に昇進している。日中戦争）勃発後も引き続き道路建設事業に従事し、1938年（民国37年）1月、交通部公路総管理処処長に抜擢された。

### 日中戦争、国共内戦での活動
戦時中の趙祖康は、「三西公路」（西蘭公路、西漢公路、楽西公路）の建設・修築において特に活躍が顕著であり、これら道路はソビエト連邦との連携確立の上でも重要な役割を果たした。また、ビルマ公路の建設でも主導的役割を果たしている。1944年（民国33年）7月、交通部公路総局副局長となり、翌1945年（民国34年）2月には交通部顧問に移った。戦後の8月に上海市工務局局長として派遣され、正式な任命の無いまま業務を開始する。翌1946年（民国35年）、ビルマ公路建設の功績により、アメリカ大統領のハリー・S・トルーマンから大統領自由勲章を授与された。1947年（民国36年）10月、ようやく正式に上海市工務局局長として任命された。
国共内戦末期になると趙祖康は中国国民党を見限り、中国共産党へ接近して連携を確立し始める。1949年（民国38年）5月5日に陳良が上海市長に就任したが、僅か12日で辞任、同月24日になって上海市政府の官僚から支持を受ける形で趙が市長代理となった。趙はすでに共産党との連携を進めており、損害を拡大させないよう事後処理を行うことに専念した。5月27日、国民党側の抵抗は小規模なものに留まり、上海はほとんど損害なく中国人民解放軍の側に渡った。

### 晩年
中華人民共和国でも趙祖康は厚遇を受け、上海市では工務局局長、規画建設管理局局長、市政建設委員会主任、副市長、中国人民政治協商会議（政協）上海市委員会副主席、市人民代表大会常務委員会副主任といった要職を歴任している。また中国国民党革命委員会（民革）にも加入し、上海市主任委員、第3･4期中央委員、第5･6期中央副主席、第7期名誉副主席を務めた。全国人民代表大会でも第2･3･5･6期に代表に選出されている。1995年1月19日、上海市にて死去。享年96（満94歳）。

## 注
1. 1 2 3 4 5  中国国民党革命委員会中央委員会（2008）。
2. 1 2 3 4 5  徐主編（2007）、2281頁。
3. 1 2 3 4 5  劉国銘主編（2005）、1689頁。
4. ↑  中国国民党革命委員会中央委員会（2008）による。劉国銘主編（2005）、1689頁は同年「9月3日」とする。
5. ↑  実際に授与されたのは米中関係が改善された後の1984年のことである。中国国民党革命委員会中央委員会（2008）。